# I sista sekunden
I sista sekunden (originaltitel: Nick of Time) är en amerikansk thriller från 1995 i regi av John Badham med Johnny Depp i huvudrollen.

## Handling
När Gene Watson kommer till Los Angeles blir hans dotter kidnappad. Kidnapparna ger honom en pistol, sex kulor och bara en timme och trettio minuter att döda en guvernör.

## Rollista
| Johnny Depp        | – Gene Watson        |
| Courtney Chase     | – Lynn Watson        |
| Charles S. Dutton  | – Huey               |
| Christopher Walken | – Mr. Smith          |
| Roma Maffia        | – Ms. Jones          |
| Marsha Mason       | – Gov. Eleanor Grant |
| Peter Strauss      | – Brendan Grant      |
| Gloria Reuben      | – Krista Brooks      |
| Bill Smitrovich    | – Officer Trust      |